# Molly Meadow
Die Molly Meadow ist eine Wiese auf Bird Island im Archipel Südgeorgiens im Südatlantik. Sie liegt südwestlich des Molly Hill.
Das UK Antarctic Place-Names Committee benannte sie 1982 nach dem gleichnamigen Hügel. Dessen Namen ist von der Bezeichnung Mollymauk für den Schwarzbrauenalbatros abgeleitet, der in großer Zahl auf diesem Hügel brütet.